# Marxismo ocidental
Marxismo ocidental refere-se  ao conjunto de análises produzidas por vários teóricos  marxistas  estabelecidos na Europa Ocidental e Central e críticos do marxismo oficial - a interpretação vigente na antiga União Soviética e nos países, então socialistas, do Leste Europeu. O uso do termo "ocidental", para distinguir uma vertente do marxismo, aparece pela primeira vez no ensaio "Estado atual do problema de 'Marxismo e Filosofia'", mais conhecido como "Anticrítica", de Karl Korsch, no qual  o autor delimita um grupo de comunistas partidários da Terceira Internacional, dentre os quais são nomeados expressamente apenas György Lukács e ele próprio.  O texto era uma resposta às críticas que Korsch recebera dos marxistas "ortodoxos" -  tanto da vertente leninista como da vertente "ocidental" - ao seu ensaio "Marxismo e Filosofia", publicado em 1923.
A expressão "marxismo ocidental" seria recuperada bem mais tarde, por Maurice Merleau-Ponty, no título de um dos capítulos do seu livro Les Aventures de la Dialectique (As Aventuras da Dialética), de 1955 . Segundo Merleau-Ponty, essa corrente do marxismo começa com a publicação de Marxismus und Philosophie ("Marxismo e Filosofia"), de Korsch, e de Geschichte und Klassbewusstsein (História e Consciência de Classe), de  Lukács,  também de 1923.
Em Considerações sobre o Marxismo Ocidental, Perry Anderson enumera as figuras que considera fundamentais no marxismo ocidental:  Lukács (1885-1971), Korsch (1886-1961), Gramsci (1891-1937), Benjamin (1892-1940), Horkheimer (1895-1973), Della Volpe (1895-1968), Marcuse (1898-1979),  Lefebvre (1901-1991),  
Adorno (1903-1969), Sartre (1905-1980), Goldmann (1913-1970), Althusser  (1918-1990) e Colletti (1924-2001). 

## História
A partir dos anos 1920 alguns intelectuais marxistas introduziram novas maneira de pensar e refletir acerca do conceito central da filosofia marxista - a luta de classes -, que, para Marx, é o motor das mudanças sociais e econômicas através da história. 
A análise marxista ortodoxa, geralmente vinculada ao marxismo-leninismo,  tinha como eixo o conceito de modo de produção, que se constitui, atinge seu ápice e, posteriormente, sua decadência, para ser substituído por outro que atenda às novas necessidades sociais e econômicas. Já os marxistas do ocidente consideravam outros elementos, tais como a cultura e a filosofia política, para identificar essas mudanças que as sociedades sofrem com o passar do tempo, e comprovar que não somente se davam através da substituição de um modo de produção obsoleto. Acreditavam que atrelar essas mudanças  tão somente ao fator econômico, sem a análise de fatores externos diversos, aproximava demais essa teoria do positivismo.  
Armados de suas novas teorias, esses pensadores observavam a evolução do comportamento social com base no homem, um ser mutante social, dotado de razão que transforma seu meio por inúmeras influências e necessidades. O princípio está no entendimento dos diversos níveis da sociedade e no homem como ser transformador. A Escola de Frankfurt fez parte desse movimento europeu de renovação do pensamento  marxista, que foi chamado marxismo ocidental. As novas teorias destes intelectuais não agradaram os partidos comunistas, que reagiram de maneira severa.
Nos anos 1960 nasce em Londres a revista política  New Left Review, formada basicamente por historiadores e cientistas sociais. A revista dedicou-se à divulgação dessas novas idéias de diferentes escolas marxistas  e circula até hoje, difundindo novas reflexões acerca de mudanças sociais de um modo geral. Seus principais representantes são: Christopher Hill, Eric Hobsbawm, Perry Anderson e E. P. Thompson. A NLR atravessou o Atlântico e influenciou historiadores e intelectuais que fizeram uma nova análise da historiografia americana. A nova esquerda conciliou a teoria do marxismo ocidental e a teoria crítica com a renovação historiográfica dos anos 1960, dando origem a uma nova reflexão sobre tempo, memória e história e criando uma nova visão dos fatos históricos.

## Marxistas ocidentais
Em ordem cronológica, considerando o período em que cada pensador produziu suas principais obras:
- Georg Lukács
- Karl Korsch
- Antonio Gramsci
- Ernst Bloch
- Franz Jakubowski
- Bertolt Brecht
- Escola de Frankfurt
  - Theodor W. Adorno
  - Max Horkheimer
  - Herbert Marcuse
  - Walter Benjamin
  - Erich Fromm
- Galvano Della Volpe
- Lucio Colletti
- Henri Lefebvre
- Jean-Paul Sartre
- Maurice Merleau-Ponty
- Lucien Goldmann
- Guy Debord
- Louis Althusser
- Nicos Poulantzas
- Jürgen Habermas
- Marshall Berman
- Fredric Jameson
- Antonio Negri
- Helmut Reichelt

## Autores influenciados pelo marxismo ocidental no Brasil
- Leandro Konder  (1936 - 2014)
- Carlos Nelson Coutinho  (1943 - 2012)
- Paulo Arantes (n. 1942)
- Roberto Schwarz (n. 1938)